# Symmachia mielkei
Symmachia mielkei is een vlindersoort uit de familie van de prachtvlinders (Riodinidae), onderfamilie Riodininae.
Symmachia mielkei werd in 1999 beschreven door Hall, J & Furtado.